# جيمس رايت (شاعر)
جيمس رايت (بالإنجليزية: James Wright)‏ هو شاعر أمريكي، ولد في 13 ديسمبر 1927 في مارتينز فيري في الولايات المتحدة، وتوفي في 25 مارس 1980 في نيويورك في الولايات المتحدة.

## وصلات خارجية
- جيمس رايت على موقع الموسوعة البريطانية (الإنجليزية)
- جيمس رايت على موقع ميوزك برينز (الإنجليزية)
- جيمس رايت على موقع إن إن دي بي (الإنجليزية)
- جيمس رايت على موقع ديسكوغز (الإنجليزية)